# Antoninian des Domitianus II.

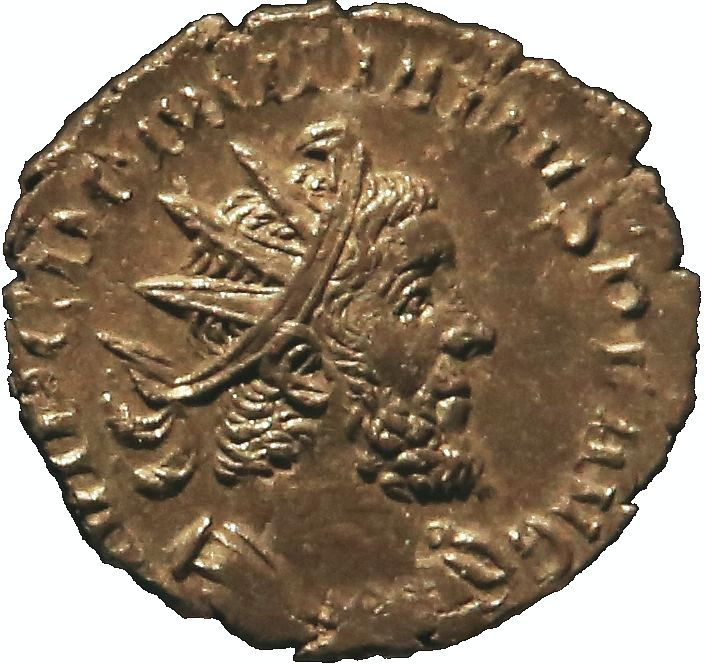
Antoninian des Domitianus II. aus Chalgrove, Ashmolean Museum

Antoniniane des Domitianus II. sind in nur zwei Ausgaben mit zusammen drei Exemplaren überlieferte Antoniniane des im Jahr 271 für kurze Zeit im Imperium Galliarum regierenden Gegenkaisers Domitianus. Die erste Münze, die 1900 in einem Depotfund in Westfrankreich entdeckt wurde, galt nach anfänglicher Anerkennung seit 1942 jahrzehntelang als Fälschung. Als im Jahr 2003 in Oxfordshire das zweite Exemplar in einem unberührten Münzschatz aus der Zeit um 270 bis 275 gefunden wurde, war die Echtheit beider Münzen nachgewiesen. Eine dritte Münze mit einem abweichenden Revers wurde 2006 durch das Nationale Historische Museum von Bulgarien von einer Privatperson angekauft. Der Fundort soll sich östlich der Donau in der Oblast Widin im Nordwesten Bulgariens befinden. Die Antoniniane sind der wichtigste Beweis für die Herrschaft des Domitianus, von dem ansonsten nur wenig überliefert ist.

## Beschreibung
Die beiden ersten bekannt gewordenen Antoniniane des Domitianus II. bestehen aus Billon und haben ein Gewicht von etwa zwei Gramm. Sie zeigen auf dem Avers die kürassierte Büste des bärtigen Domitianus mit Strahlenkrone im Profil nach rechts und der Umschrift „IMP C DOMITIANVS P F AVG“ (für „Imperator Caesar Domitianus Pius Felix Augustus“). Das Porträt ähnelt dem des Victorinus, weicht aber besonders in der Darstellung der Nase davon ab. Der Revers zeigt die nach links stehende Concordia mit einer Patera in der ausgestreckten rechten und einem Füllhorn in der linken Hand. Die Umschrift lautet „CONCORDIA MILITVM“. Die Stempelstellungen sind gleichgerichtet. Der Antoninian aus Les Cléons hat ein Gewicht von 2,20 Gramm, der aus Oxfordshire wiegt 2,07 Gramm.
Die Stilkritik spricht für die Echtheit der beiden Münzen. Die stilistische Ähnlichkeiten des Revers zu denen der ersten Prägungen des Tetricus legen nahe, dass beide in der als Atelier I bekannten Münzstätte in Trier geprägt wurden. Die kürassierte Büste des Avers ähnelt wiederum Bildnissen anderer Kaiser aus dem Atelier II in Köln. Der neu belegte Zusammenhang spricht dafür, dass sich die beiden Ateliers nicht, wie bislang angenommen, in zwei räumlich getrennten Münzstätten wie Köln und Trier befanden. Richard Abdy zufolge ließen Domitianus II. und Tetricus ihre Münzen in Trier prägen, wohin die Kölner Münzstätte mit dem Personal verlegt worden war. Die Existenz von Hybriden scheinbar verschiedener Münzstätten erklärt sich daraus, dass die Kölner Stempelschneider nun in Trier tätig waren und die individuellen Merkmale ihrer Arbeiten und der schon zuvor in Trier tätigen Mitarbeiter gemeinsam auf einer Münze erscheinen konnten.
Eine andere Auffassung wird von Jérôme Mairat vertreten, einem der Kuratoren für römische Münzen im Ashmolean Museum in Oxford und Experte für die Münzprägungen des Imperium Galliarum. Er geht davon aus, dass die letzte Münze des Victorinus, der Antoninian des Domitianus und die erste Münze des Tetricus I. in Köln geprägt wurden, dem Ort der Ermordung des Victorinus. Dabei wurde jeweils ein Stempel aus Köln und Trier verwendet, wodurch die Mischformen entstanden.
Der 2006 an das Nationale Historische Museum in Sofia verkaufte dritte Antoninian ist aus Kupfer, unregelmäßig elliptisch geformt und hat einen Durchmesser von 16–18 mm bei einem Gewicht von 1,53 g. Es wird in Anbetracht der geringen Größe und dem Material darüber spekuliert, dass es sich um einen halben Antoninian handeln könnte. Eine andere Meinung ist, dass es sich bei der Münze nur um den unedlen Kern eines Antoninian handelt, der ursprünglich eine silberne Oberfläche hatte. Das ist eher unwahrscheinlich, da die Details der Münze bis auf einige abgeriebene Stellen gut erhalten sind.
Auf dem Avers ist, wie bei anderen Antoninianen des Imperium Galliarum, das Porträt des Herrschers nach rechts mit seiner Strahlenkrone abgebildet. Es trägt die nur unvollständig erhaltene Umschrift „[IMP] C DOMITIAN [VS P F] AVG“.
Der Revers zeigt die die römische Göttin des Glücks und der Schönheit, Letitia, die mit ihrer rechten Hand einen Kranz hält. Es ist nicht ersichtlich, was sie mit ihrer linken Hand hält. Links unten, neben ihren Füßen, befindet sich eine Struktur die ein brennender Altar sein könnte. Die Umschrift lautet „LAET [ITIA] AVG“.

## Historischer Hintergrund
Im Jahr 260 kam es in der römischen Provinz Germania inferior zu einer Rebellion gegen den römischen Unterkaiser Saloninus und seinen Prätorianerpräfekten Silvanus. Postumus ließ sich von seinen meuternden Truppen zum Augustus ausrufen und belagerte die Hauptstadt Colonia Claudia Ara Agrippinensium, das spätere Köln, in der sich Saloninus mit seinen Truppen verschanzt hatte. Nach der Eroberung der Stadt und der Ermordung des Saloninus ließ sich Postumus zum Kaiser des Imperium Galliarum ausrufen.
Auf Postumus folgten 269 für jeweils kurze Zeit die Gegenkaiser Laelianus und Marius und von 269 bis 271 Victorinus. Nach der Ermordung des Victorinus im Herbst des Jahres 271 wurde Tetricus I. letzter Kaiser des gallisch-römischen Sonderreichs. Die Machtübernahme verlief nicht reibungslos, sondern Tetricus sah sich von mehreren Revolten bedroht. Einer dieser bald niedergeschlagenen Aufstände war der des Domitianus II. Domitianus II. trat nur undeutlich in der antiken Geschichtsschreibung hervor und seine Herrschaft als Gegenkaiser wurde von der Forschung bis in die jüngste Zeit kaum wahrgenommen oder bestritten. Sein Antoninian ist der erste materielle Beweis für seine Herrschaft, die wegen der im Vergleich zu Laelianus und Marius noch geringeren numismatischen Überlieferung wahrscheinlich nur sehr kurze Zeit währte. Das Imperium Galliarum bestand bis Anfang 274, als Tetricus I. und dessen Sohn und Unterkaiser Tetricus II. von den Truppen Aurelians besiegt wurden oder vor der Schlacht zu ihm überliefen.

## Numismatik

### Münze aus Les Cléons, Loire-Atlantique (1900)

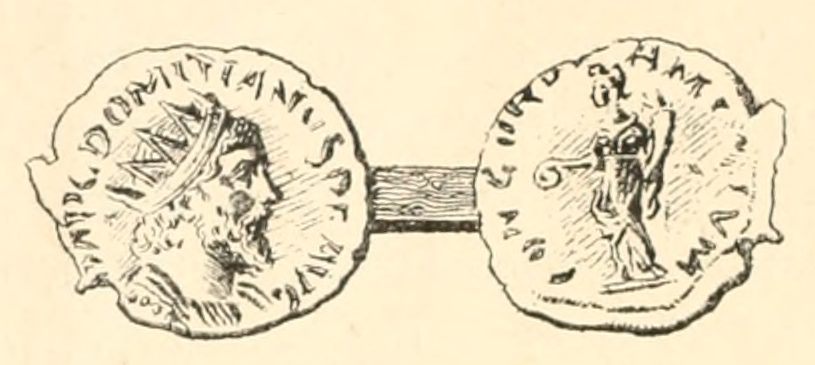
Münze aus Les Cléons, Loire-Atlantique (1900)

Von 1876 bis 1900 führte der der Amateur-Archäologe Félix Chaillou auf seinem Grundbesitz Les Cléons in der Gemeinde Haute-Goulaine, Département Loire-Atlantique Ausgrabungen durch. Les Cléons erwies sich als eine bedeutende gallo-römische archäologische Fundstätte, auf der sich wahrscheinlich eine römische Villa befand. Wegen eines Befalls mit der Reblaus musste Chaillou einen Weinberg roden lassen. Am 28. November 1900 stieß einer seiner Arbeiter auf mehrere Münzen im Boden. Die Nachsuche erbrachte einen zerbrochenen irdenen Krug mit 1456 Münzen. Die Prägungen reichten von Gordian III. bis Aurelian, mit einem Schwerpunkt bei den Bronzemünzen von Gallienus, Postumus, Tetricus I., Victorinus und Claudius Gothicus. Unter diesen Münzen ragten zwei Stücke heraus, ein Denarius des Macrianus Minor und ein Antoninian mit einem unbekannten Herrscherporträt und der Umschrift „IMP C DOMITIANVS P F AVG“.
Bereits 1901 publizierte Chaillou selbst seinen Fund in der Zeitschrift Bulletin de la Societe archeologique de Nantes et la Loire-inferieure der archäologischen Gesellschaft von Nantes, wobei er auch den Antoninian des Domitian beschrieb und in einer Zeichnung abbildete. Noch im selben Jahr veröffentlichte der französische Numismatiker François-Maurice Allotte de La Fuÿe in der Revue Numismatique einen Aufsatz, in dem der Antoninian des Domitian ausführlich behandelt wurde. Allotte de La Fuÿe hatte keine Zweifel an der Echtheit der Münze, die er versehentlich wiederholt als Denar bezeichnete. Er bezeichnete die Münze als „perfekt erhalten“ und „von einem sehr schönen Stil“. Die Münze erinnere „in allen Punkten an die besser gravierten Münzen der gallischen Kaiser Victorinus und Tetricus“. Die rückseitige Darstellung der Concordia finde Parallelen in Prägungen der Kaiser Valerian und Gallienus, deren sehr ähnliche Umschriften „CONCORDIA MILIT“, „CONCORDIAE MILITVM“ oder „CONCORDIA AVG“ lauteten. Auch eine Prägung des Tetricus habe die Umschrift „CONCORDIA AVG“ auf. Allotte de La Fuÿe zog bereits antike Quellen zur Einordnung der Prägung heran. Die drei von ihm vorgeschlagenen Möglichkeiten waren die Prägung um 273 im Imperium Galliarum durch einen Gegenkaiser des Tetricus I., um 262 in Illyrien durch einen Offizier des Aurelian oder 271 in Rom durch den von Zosimos (von Allotte de La Fuÿe irrtümlich als Zonaras bezeichnet) als Gegenkaiser unter Aurelian genannten Domitian. 1902 erkannte auch der Wiener Althistoriker Arthur Stein die Existenz des Gegenkaisers Domitianus II. an und stützte seine Ausführungen auf den Münzfund von Les Cléons.
Félic Chaillou bot den Domitian mit der unrealistischen Preisforderung von 8000 Goldfrancs dem Cabinet des Médailles der Bibliothèque Nationale de France an, wurde aber abgewiesen. Nach seinem Tod kam die Münze 1929 in das Musée Dobrée in Nantes, wo sie zunächst in Vergessenheit geriet. Die Münze befindet sich bis heute im Besitz des Museums. Allotte de La Fuÿe hatte mit dem Einverständnis Chaillous einen Gipsabguss der Münze angefertigt, durfte ihn aber nicht vervielfältigen oder als Foto veröffentlichen. Erst nach Chaillous Tod veröffentlichte er eine Fotografie des Abgusses und übergab ihn der Bibliothèque Nationale. Dieser Abguss und seine Abbildung waren bis zum Ende des 20. Jahrhunderts das einzige Material, auf das sich die numismatische Forschung stützen konnte.
1933 wurde der Antoninian des Domitianus im fünften Band des Standardwerks The Roman Imperial Coinage aufgeführt und der Gipsabguss abgebildet.  Auch der deutsche Klassische Archäologe Richard Delbrueck akzeptierte die Echtheit der Münze, vermutete aber die Prägung im Jahr 273.
Lodovico Laffranchi befasste sich in einer Veröffentlichung im Jahr 1942 eingehend mit der Münze. Auf ihn geht auch die bis heute tradierte Darstellung zurück, der Münzhort von Les Cléons sei „von einem französischen Bauern“ entdeckt worden. Tatsächlich hatte der Grundbesitzer Félix Chaillou bereits ein halbes Dutzend Aufsätze zum Fundplatz Les Cléons veröffentlicht. Laffranchi übte heftige Kritik an der Münze und an Allotte de La Fuÿe. Die Münze sei keineswegs „perfekt erhalten“ und die drei Thesen Allotte de La Fuÿes zur Herkunft des Antoninian könnten nicht zutreffen. Auch Laffranchi konnte nur auf die Fotografie des Gipsabgusses der Münze stützen. Er kam trotz seines dürftigen Untersuchungsmaterials zu dem Schluss, dass der Antonianus des Domitian eine neuzeitliche Fälschung aus einem umgearbeiteten Antoninian des Tetricus ist, der ursprünglich auf der Rückseite die Hilaritas mit einer entsprechenden Umschrift zeigte. Der Fälscher hat demnach durch Abschleifen von Teilen der Umschriften und des Münzbildes einen Rohling geschaffen, in den das neue Münzbild mit der geänderten Umschrift graviert wurde.
Laffranchis Kritik wirkte über Jahrzehnte nach. 1971 gab das  prosopographische Nachschlagewerk The Prosopography of the Later Roman Empire nur einen knappen Hinweis auf Domitianus und auf dessen mögliches Herrschaftsgebiet Gallien, wo eine Münze „zweifelhafter Authentizität“ gefunden worden sei. 1992 bezweifelte der US-amerikanische Historiker Lawrence Okamura erneut die Existenz des gallischen Usurpators Domitianus und die Echtheit der Münze. Eines seiner Argumente war die Kürze des Herrschernamens in der Umschrift. Andere Kaiser hatten auf ihren ersten Münzprägungen den vollständigen Namen aufbringen lassen. Okamura wies zudem darauf hin, dass seit 1901 niemand außer dem Finder und Eigentümer die Münze selbst untersucht habe. In der 1996 erschienenen und 2004 unverändert nachgedruckten zweiten Auflage der Römischen Kaisertabelle von Dietmar Kienast heißt es: Eine in Gallien gefundene angebliche Münze des Domitian ist die neuzeitliche Überarbeitung einer Tetricus-Münze. In späteren Auflagen wurde die Münze nur noch mit einem Literaturhinweis erwähnt.
1996 wurde der Antoninian des Domitianus im Musée Dobrée in Nantes wiederentdeckt, wo er sich seit 1929 befand. Damit war auch die Untersuchung der Münze mit modernen naturwissenschaftlichen Methoden möglich. Die Münze wurde zur fachgerechten Konservierung und zur Untersuchung in das Münzkabinett der Bibliothèque Nationale de France in Paris gebracht. Die mikroskopische Untersuchung ergab, dass die Umschriften in alte Korrosionsprodukte eingebettet sind. Eine neuzeitliche Fälschung auf der Grundlage einer häufigen Münze der Zeit, wie von Laffranchis 1942 behauptet, kann somit ausgeschlossen werden. Die von Laffranchi angenommene Umarbeitung einer Münze des Tetricus mit der rückseitigen Darstellung der Hilaritas und der Umschrift „HILARITAS AVGG“ kann sicher ausgeschlossen werden, da der entsprechende Antoninian des Tetricus aus dem Atelier II stammte. Einem Fälscher an der Wende zum 20. Jahrhundert wäre der überzeugende Wechsel der Merkmale der Ateliers nicht möglich gewesen. Wahrscheinlich wurde das Rückseitenmotiv der Münze gewählt, weil der Prägestempel mit dem geringsten Aufwand aus dem für Münzen des Victorinus mit dem Motiv der Salus umzuschneiden war. Das gewählte Motiv mit der Umschrift „CONCORDIA MILITVM“ ist außergewöhnlich, aber es ist die exakte Kopie eines seltenen Antoninians des Gallienus mit der Umschrift „CONCORDIAE MILITVM“. Auch dies ist ein Beleg für die Echtheit der Münze. Der Concordia-Antoninian des Gallienus stammte aus der Münzamt Viminatium. Dieses war der Vorgänger des gallischen Münzamts in Köln, das wiederum später in Trier mit dem dortigen Münzamt zusammengelegt wurde. Auch dieser Zusammenhang konnte einem Fälscher nicht bekannt gewesen sein.

### Münze aus Chalgrove, Oxfordshire (2003)

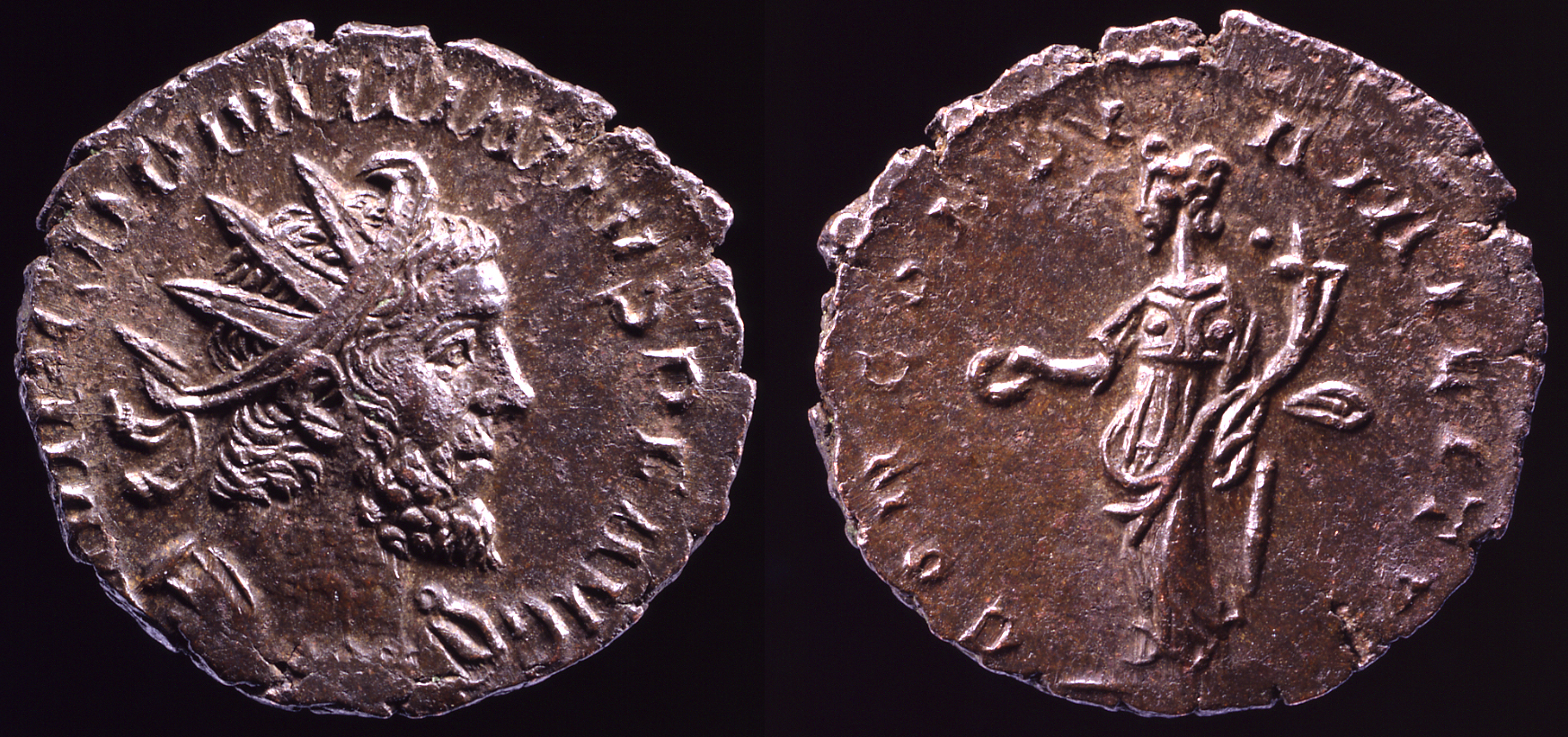
Münze aus Chalgrove

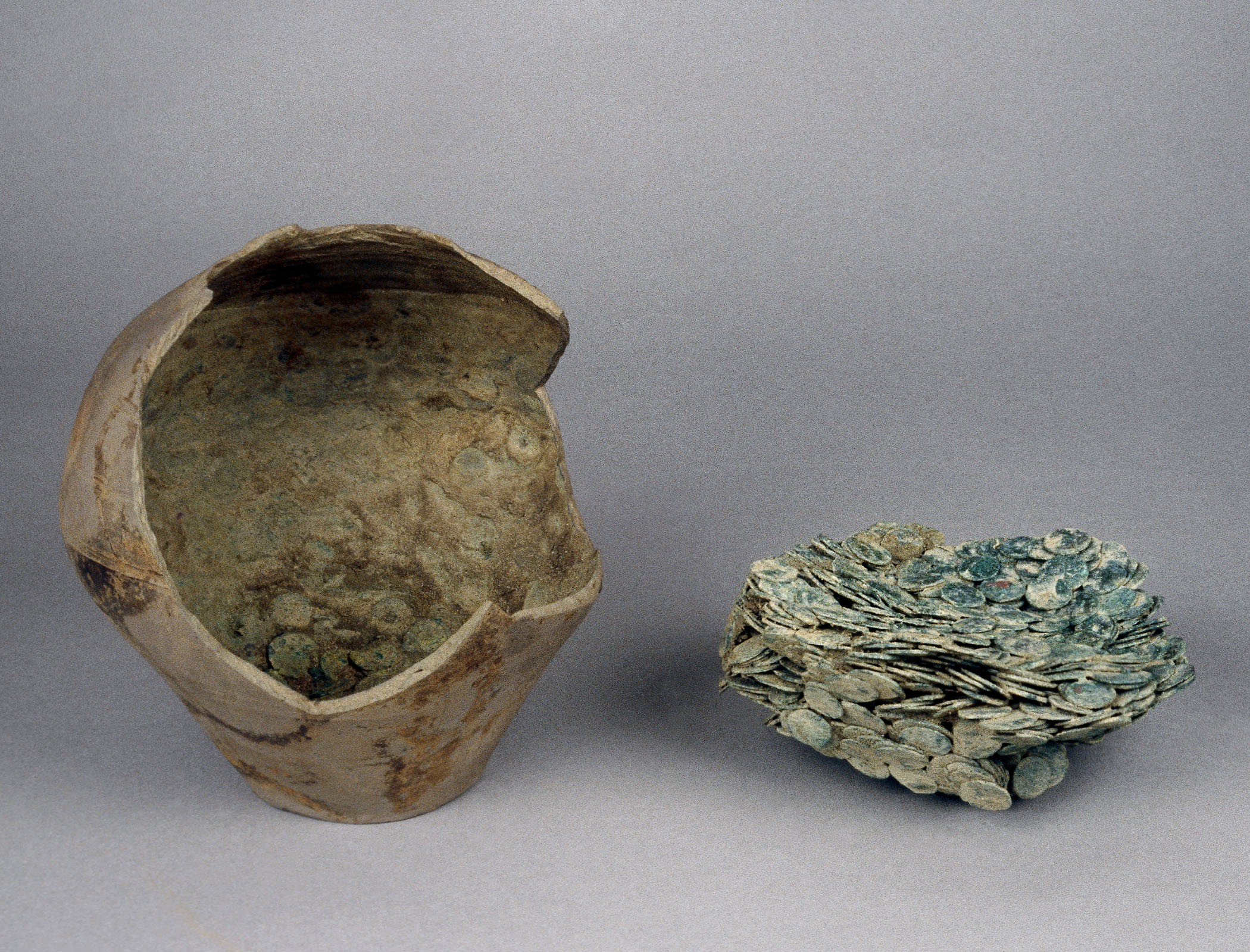
Hordenfund von Chalgrove vor der Reinigung

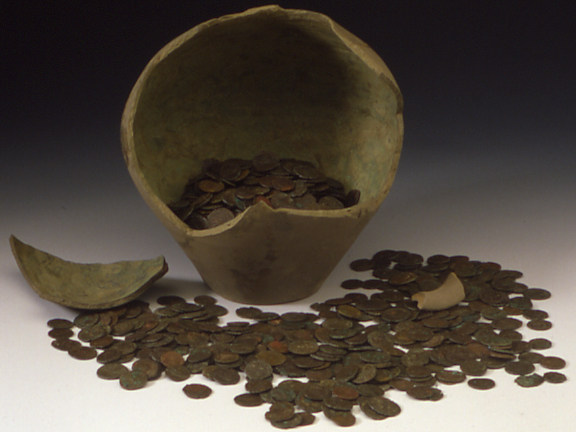
Hordenfund von Chalgrove nach der Reinigung

Im April 2003 wurde von einem Sondengänger auf einer landwirtschaftlichen Nutzfläche nahe dem Ort Chalgrove in Oxfordshire, etwa 16 Kilometer südöstlich von Oxford, ein unberührter römischer Münzschatz gefunden. Der Schatz befand sich in einem kaum beschädigten Krug aus grauem Steinzeug von 20,5 Zentimeter Durchmesser und bestand aus 4957 Antoninianen. Dem Treasure Act 1996 entsprechend musste der Fund einem Museum angeboten werden. Die durch Korrosionsprodukte zusammengebackenen Münzen wurden im British Museum aufwändig gereinigt und von Richard Abdy wissenschaftlich bearbeitet. Später wurde der gesamte Schatz vom Ashmolean Museum in Oxford erworben. Der Fundort des als Chalgrove II bezeichneten Schatzes befindet sich weniger als 35 Meter von dem Fundort des 1989 von demselben Sondengänger gefundenen Münzschatzes Chalgrove I entfernt. Dieser erste Münzschatz umfasste 4145 Antoniniane in zwei schwarz glasierten Keramikgefäßen. Die Zusammensetzung der beiden Depots und die Lage ihrer Fundorte deuten darauf hin, dass sie von einem Besitzer stammen und aus Sicherheitsgründen getrennt angelegt wurden.
Der Depotfund Chalgrove enthält eine Reihe von Münzen, die bislang unbekannt waren oder sehr selten sind. Zu ihnen gehört der zweite Antoninian des Domitianus II. Die eingehende Untersuchung und der Vergleich mit der Münze aus Les Cléons erbrachten die Gewissheit, dass beide Münzen mit demselben Stempel geprägt wurden.

### Münze aus der Oblast Widin, Bulgarien (um 2006)
2006 kaufte das Nationale Historische Museum von Bulgarien von einer Privatperson einen dritten Antoninian des Domitianus II. an. Der Fundort soll sich östlich der Donau in der Oblast Widin im Nordwesten Bulgariens befinden. Über den Zeitpunkt und die Umstände des Fundes liegen nur bruchstückhafte Angaben vor.